# Colon brundini
Colon brundini är en skalbaggsart som beskrevs av Mary E. Palm 1941. Colon brundini ingår i släktet Colon, och familjen mycelbaggar. Enligt den finländska rödlistan är arten nära hotad i Finland. Arten är reproducerande i Sverige. Artens livsmiljö är moskogar.